# محمد تقي مهدي
محمد تقي مهدي (6 كانون الثاني / يناير 1928 - 23 فبراير 1998) عراقي-أمريكي يعيش في نيويورك. كان واضح للغاية في الأوساط الإعلامية بكونه واحداً من أقدم النشطاء المؤيدين للفلسطينيين في الولايات المتحدة. وعقد عدة مناقشات في التلفزيون والراديو مع العديد من أنصار إسرائيل، بما في ذلك آخر حاخام مئير كاهين. مات أثر سكتة قلبية في مستشفى بلفيو في عام 1998.

## حياته
ولد في كربلاء العراق (أثناء الانتداب البريطاني على بلاد ما بين النهرين) في عام 1928. جاء إلى الولايات المتحدة للدراسة في جامعة كاليفورنيا في بيركلي ونال درجة الدكتوراه في العلوم السياسية. رفع دعوى قضائية ناجحة ضد المجلس التعليمي لمدينة نيويورك بكونها تحتاج إلى عرض الهلال الإسلامي جنباً إلى جنب مع رموز المسيحية واليهودية خلال موسم العطلات. له ثلاث بنات، أنيسة مهدي  هي الأكثر بروزاً الحائزة على جائزة الأفلام الوثائقية.
أسس لجنة العمل والعلاقات الأمريكية-العربية وقابل سرحان سرحان عدة مرات عندما كان سرحان في السجن، في الوقت الذي كان فيه محمد تقي مهدي رئيس العلاقات الأمريكية-العربية.

### الجدل
كان محمد تقي مهدي رائد الناشط الفلسطيني في الولايات المتحدة، بدعم من قبل "منظمة التحرير الفلسطينية" علناً. وأنتقد على دعمه لسرحان الفلسطيني، الذي أجرى العديد من المقابلات معه، فضلاً عن اعتقاده بأن لتصرف سرحان ما يبرره. كتب 100 صفحة من كتاب بعنوان «كينيدي وسرحان: لماذا؟», وقال انه يعتقد بأن لتصرف سرحان ما يبرره بالدفاع عن النفس قائلا: «سرحان كان يدافع عن نفسه ضد الـ50 طائرة فانتوم التي كان كنيدي يرسلها إلى إسرائيل».
كذلك بعد تفجيرات مركز التجارة العالمي عام 1993، قدم محامي للشيخ الضرير عمر عبد الرحمن والذي أدين في وقت لاحق وحكم عليه بالسجن مدى الحياة لدوره في هجمات.
كما انتقدت بشجبه ياسر عرفات، وخاصة من قبل المنظمات الإسلامية. فيما يتعلق بترحيب الرئيس بيل كلينتون لعرفات بالبساط الأحمر، وأعتبره «... بيدق في عروض الأنتخابات لكل من كلينتون ورئيس الوزراء الإسرائيلي شيمون بيريز...»، الذي زار البيت الأبيض في 30 أبريل / نيسان 1996. «انه يفعل ما يريد منه بيريز أن يفعل»، وقال مهدي. «انها تمثيلية.» 

## المنشورات
- Kennedy and Sirhan: Why? (1968)
- Peace in Palestine (1976)
- Terrorism: Why America Is the Target! (1988)

## وصلات خارجية
- "President's Order Aims To Support Israel and Tighten Vise on Iran : U.S. to Freeze Assets Held By Suspected Terrorists" by Paul F. Horvitz, International Herald Tribune, January 25, 1995 (quoted in article)
- "Welcome to Anisa Mehdi" Documentary filmmaker daughter's website
- "M. T. Mehdi, 70, Arab-American Leader" by Eric Pace, The New York Times (obituary), Feb. 25 1998.
- "Family, Friends Honor Mehdi" by Jorge Fitz-Gibbon, New York Daily News (obituary), Feb. 25, 1998
- "The M.T. Mehdi Courage in Journalism/Writing Award" Annual award given out by the National Arab-American Journalists Association, named in his honor